# Лютеранская церковь Австралии
Лютеранская церковь Австралии (англ. Lutheran Church of Australia), LCA — самая крупная лютеранская деноминация Австралии. Общины LCA также имеются в Новой Зеландии. В состав Церкви входят 320 приходов, 540 конгрегаций, объединяющих более 70 000 прихожан, 50 000 человек, находящихся в общении с LCA и 450 активных служителей (пасторов). В целом, структура LCA подобна Синоду Миссури в США. В настоящее время Президентом LCA является преподобный доктор Майк Семмлер (Mike Semmler).

## История
Первые лютеране, приехавшие в Австралию в 1838 году, были иммигрантами из Пруссии. Вместе с ними прибыл пастор Август Кавел. Этот период в истории Пруссии, время правления Фридриха Вильгельма III, был отмечен преследованием старолютеран, которые отказались вступить в унию с кальвинистами. В 1841 году прибыла вторая волна прусских иммигрантов вместе с пастор Готтардом Фрицше (Fritzsche). Лютеранская церковь в этот период именовалась синодом Кавела-Фрицше. В 1846 году он раскололся на Синод Иммануила (Immanuel Synod) (с 1874 году — Евангелическо-лютеранский синод Иммануила (Evangelical Lutheran Immanuel Synod)) и Евангелическо-лютеранский синод Южной Австралии (Evangelical Lutheran Synod of South Australia), в 1863 года последний был переименован в Евангелическо-лютеранский синод Австралии (Evangelical Lutheran Synod of Australia), а в 1944 году в Евангелическо-лютеранскую церковь Австралии (Evangelical Lutheran Church of Australia). В 1856 году был основан Евангелическо-лютеранский синод Виктории (Evangelical Lutheran Synod of Victoria), в 1860 году он объединился с группой отколовшейся от Синода Иммануила в Евангелическо-лютеранский генеральный синод (Evangelical Lutheran General Synod), но в 1921 году Евангелическо-лютеранский Генеральный синод и Евангелическо-лютеранский синод Иммануила объединились в Объединённую евангелическл-лютеранскую церковь Австралии (United Evangelical Lutheran Church in Australia), а в 1966 году она объединилась с Евангелическо-лютеранской церковью Австралии в ЛЦА.

## Современное состояние
В LCA входят приходы по всей Австралии и в Новой Зеландии. Пасторы могут быть призваны служить в любом из этих мест.
В LCA декларируется признание незыблемости авторитета Священного Писания. В настоящее время в LCA имеют место дискуссии о возможности пасторского служения женщин, однако пока женщины пока могут быть только чтецами и помощниками при преподании Причастия.
Количество же прихожан в LCA постепенно уменьшается.

## Религиозное образование
Подготовка кадров для Церкви ведётся в Австралийском лютеранском колледже. Помимо этого Церковь имеет около тридцати школ в штатах Южная Австралия и Квинсленд и около пятнадцати в Виктории, а также несколько школ во всех других штатах и территориях Австралии.

## Межцерковные связи
- член Национального совета Церквей Австралии
- Находится в общении кафедры и алтаря с двумя Церквями в Папуа-Новой Гвинее
  - Евангелическо-Лютеранская Церковь Папуа-Новой Гвинеи
  - Gutnius Lutheran Church
- ассоциированный член
  - Всемирная лютеранская федерация
  - Международный лютеранский совет